# Iberis saxatilis
Iberis saxatilis, o Carraspique de roca, es una especie de planta con flores de la familia Brassicaceae, originaria del sur de Europa y el noroeste de África. La especie se utiliza normalmente como flor ornamental y planta perenne de jardín alpino debido a sus flores decorativas y su hábito de crecimiento en cascada. Recibe el nombre de género Iberis porque muchos miembros del género provienen de la península ibérica del suroeste de Europa. El nombre de la especie saxatilis significa "crecer entre rocas", en referencia al sustrato preferido de esta especie.

## Descripción
I. saxatilis es una planta perenne extendida y de bajo crecimiento, entre 5 y 30 centímetros (11,8 plg). Dependiendo de la dureza invernal de su entorno, puede ser de hoja perenne o semiperenne. Produce numerosas flores blancas parecidas a copos de nieve, cuyos pétalos adquieren un tinte rosado o violeta con la edad. Sus tallos vienen provistos de vástagos que terminan en rosetas. La planta puede propagarse a través del enraizamiento adventicio de los tallos que entran en contacto con el suelo.

## Cultivo
Generalmente se cultiva en jardines que simulan las condiciones alpinas rocosas del hábitat natural de la planta. Prospera y florece mejor a pleno sol con suelo bien drenado, pero tolerará la sombra parcial. El suelo mal drenado a menudo causa la pudrición de la corona en esta especie.